# 臭化コバルト(II)
臭化コバルト(II)（Cobalt(II) bromide）は、二価コバルトの臭化物塩である。

## 性質
緑色の結晶である。六水和物は100℃で二水和物となり、130℃で無水物となる。無水物は678℃で融解する。

## 合成
水酸化コバルトと臭化水素酸とを反応させることによって合成することができる。
{\displaystyle {\ce {Co(OH)2(s)\ + 2HBr(aq) -> CoBr2(aq)}}}
臭化コバルト(II)無水物は液体臭素と固体のコバルトとを直接反応させて作ることができる。

## 用途
コバルト(III)とともにいくつかの有機化合物の酸化の触媒として用いられる。